# Eichbergtunnel
Der Eichbergtunnel ist ein 976 m langer Eisenbahntunnel der Schnellfahrstrecke Hannover–Würzburg. Er liegt nordöstlich der hessischen Kleinstadt Schlitz.

## Lage und Verlauf
Das Bauwerk liegt zwischen den Streckenkilometern 216,697 und 217,673. Die Gradiente steigt nach Süden hin an.
Die nach dem Verzeichnis der örtlich zulässigen Geschwindigkeiten (VzG) zulässige Geschwindigkeit im Bereich des Bauwerks liegt bei 280 km/h. Aufgrund von Restriktionen durch das Tunnelbegegnungsverbot sind tatsächlich nur 250 km/h zugelassen.

## Geschichte

### Planung
Das Bauwerk wurde 1984 mit einer Länge von 950 m und Kosten von 25,4 Millionen DM geplant.
Das Bauwerk lag im Planungsabschnitt 16 des Mittelabschnitts der Neubaustrecke. Ende 1982 wurde für Mitte März 1983 mit dem Anschlag gerechnet. 1983 lag die geplante Länge des Bauwerks bei 950 m.

### Bau
Im Dezember 1982 wurde eine Arbeitsgemeinschaft der Unternehmen Boswau & Knauer AG (Frankfurt) und Tiefbaugesellschaft mbH (Bruck an der Mur/Steiermark) mit der Errichtung beauftragt. Zunächst wurde eine 1.800 m lange Zufahrt zum Südportal hergestellt. Die Bauausführung hatte ebenfalls im Dezember 1982 begonnen.
Am 21. April 1983 wurde der Tunnel angeschlagen. Die Tunnelpatin Hanneliese Zwecker löste dabei die erste Sprengung im standfesten Fels auf. Zu den zahlreichen Gästen zählten Jochen Lengemann, Präsident des Hessischen Landtags, Bundesbahnpräsident Gohlke, der Parlamentarische Staatssekretär im Bundesverkehrsministerium Dieter Schulte und Herbert Günther, der damalige hessische Innenminister. Damit wurden gleichzeitig die Bauarbeiten im Streckenabschnitt zwischen Kassel und Fulda offiziell eingeleitet. Bei Baugeinn wurde mit dem Durchschlag für Mai 1985 gerechnet. Der Bürgermeister der nahegelegenen Kleinstadt Schlitz weigerte sich aus Protest, an der Anschlagsfeier teilzunehmen.
Der Vortrieb wurde am 2. Mai 1983 offiziell begonnen.
Aufgrund des geringen Zeitdrucks zur Herstellung des relativ kurzen Tunnels wurde zunächst die Kalotte auf der ganzen Tunnellänge aufgefahren, anschließend die Strosse.

### Inbetriebnahme
Der Tunnel ging 1991 mit der Neubaustrecke in Betrieb.